# Doo Uap, Doo Uap, Doo Uap
«Doo Uap, Doo Uap, Doo Uap» — дебютный сингл итальянской группы Gabin с одноименного альбома, выпущенный в 2002 году на лейбле Virgin Records (Европа, Италия) и Astralwerks (США).
«Doo Uap, Doo Uap, Doo Uap» является ремиксом на песню «It Don't Mean a Thing» знаменитого американского джазмена Дюка Эллингтона. В записи песни принимал участие итальянский саксофонист Стефано Ди Баттиста. В 2002 году сингл занял пятое место в Italian Singles Chart.
Песня была издана в двух вариантах: компакт-диске и виниловая пластинка, кроме того, официально выпускалась и её промоверсия. Заглавная композиция на сингле представлена в четырёх вариантах: Radio Edit — 3:55, оригинальная версия — 7:21, (3rd Face Afternoon Remix) — 6:55, и (If You Remix) — 3:47, а также присутствует инструментальный трек «La Maison» на стороне «Б». «Doo Uap, Doo Uap, Doo Uap» появился на многих музыкальных компиляциях мира.

## Список композиций
| №  | Название                                               | Музыка                     | Длительность |
| -- | ------------------------------------------------------ | -------------------------- | ------------ |
| 1. | «Doo Uap, Doo Uap, Doo Uap (Original Version)»         | Gabin, Стефано Ди Батиста  | 7:21         |
| 2. | «Doo Uap, Doo Uap, Doo Uap (Radio Edit)»               | Gabin, Стефано Ди Баттиста | 3:50         |
| 3. | «Doo Uap, Doo Uap, Doo Uap (3rd Face Afternoon Remix)» |                            | 6:44         |
| 4. | «La Maison»                                            |                            | 5:55         |
| 5. | «Doo Uap, Doo Uap, Doo Uap (If You Remix)»             |                            | 3:47         |

## Участники записи
- Филиппо Клэри (англ. Filippo Clary) — пианино, клавишные, дискретизация
- Франко Вентюра (итал. Franco Ventura) — гитара
- Массимо Боттини (итал. Massimo Bottini) — контрабас
- Стефано Ди Баттиста (итал. Stefano di Battista) — саксофон